# Vinorodni okoliš Radgona - Kapela
Vinorodni okoliš Radgona - Kapela (843 ha) je eden od sedmih vinorodnih okolišev 9813 hektarov obsegajoče slovenske vinorodne dežele Podravje. Obsega ozek pas od desnega brega reke Mure do reke Ščavnice. Najboljše vinorodne lege so v bližini krajev Kapelski vrh, Police, Janžev Vrh, Murščak in Hercegovščak.
Vinorodni okoliš je poznan po pridelovanju grozdja za peneča vina, sicer pa po tramincu in zvrsti janževec. Je tudi domovina popularne Bouvierjeva ranine, ki je bila vzgojena na posestvu v Hercegovščaku pri Gornji Radgoni.